# Giovanni Pradella
Giovanni Pradella (* 18. září 1971, Sondrio) je italský výrobce a restaurátor varhan.

## Činnost
V roce 1993 založil vlastní varhanní dílnu se sídlem v obci Valtellina (Veltlín) v severoitalské provincii Sondrio. V Sondriu také provedl instalaci svého prvního nástroje v kostele sv. Anny.
Specializujeme se na stavbu nových a restaurování starých varhan, s ohledem na užití technik renesančních mistrů.
Giovanni Pradella spolupracuje s dalšími významnými varhanáři, např. s Geraldem Wohelem z německého Marburgu, podílel se např. na restaurování italských varhan na Rochesterské university v USA.

## Dílo

### Nové nástroje
- San Rocco Sondrio
- Mossini, Sondrio
- Viboldone (Milán)
- Somaggia (Sondrio)

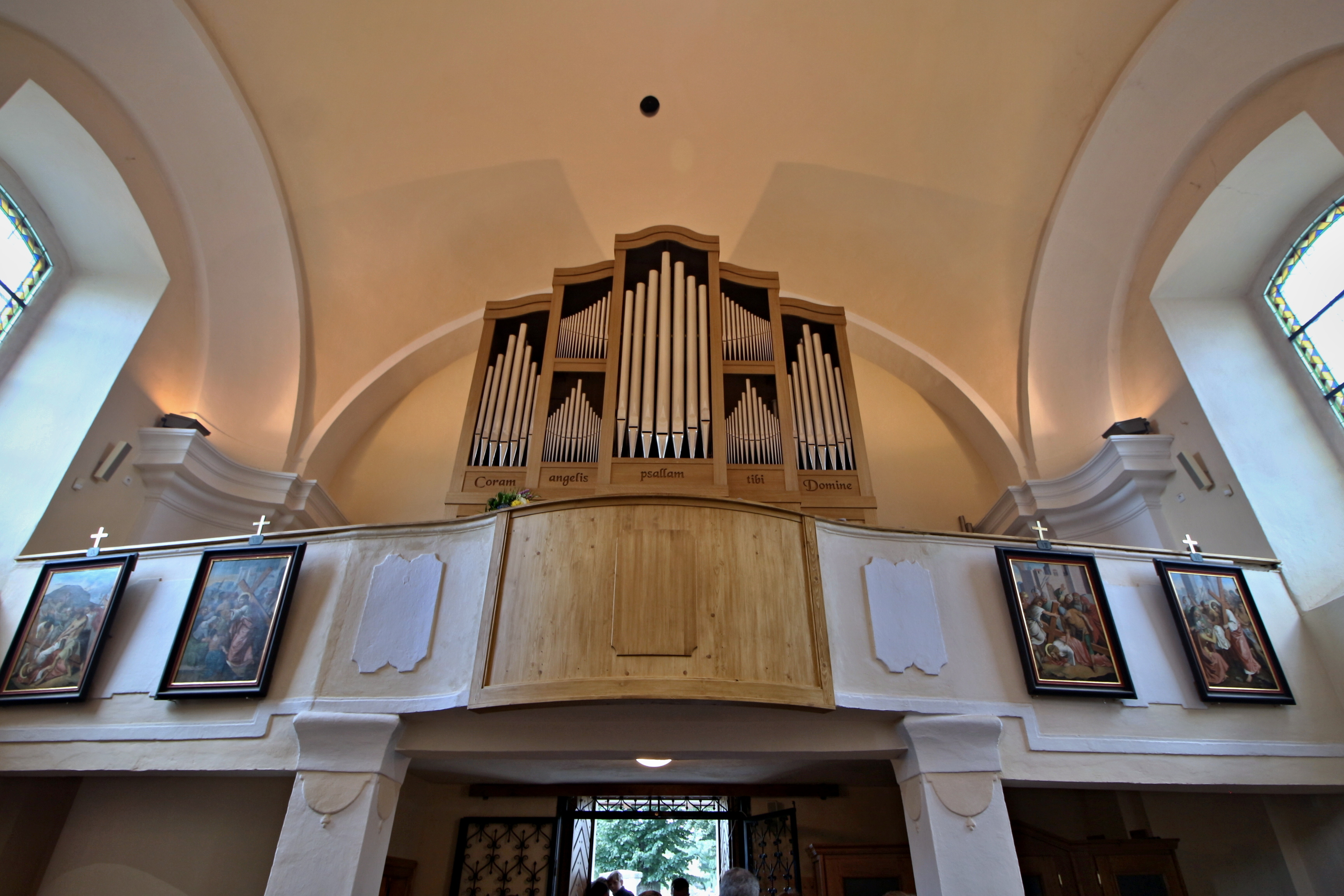
Varhany v kostele sv. Prokopa, Chyšky, okres Písek

- Valle di Colorina (Sondrio, naladěno na A415)

### Obnovené nástroje
- Peglio (Como), nástroj od varhaníka, varhanáře a skladatele Costanza Antegnatiho (9. prosince 1549 - 14. listopadu 1624)
- Caspano (Prati 1683 – Colombo 1862)
- Colorina (Rejna 1696)
- Gerola (Serassi 1837)
- Cavernago (Serassi 1781)
- Madonna del Giglio v Bergamu (anonym ze 17. stol.)
- Vigorso di Budrio (Malamini 16. stol. - Franchini 1861)
- V roce 2014 restauroval nástroj od bří. Müllerů z roku 1833 v kostele sv. Petra a Pavla v Plzni-Liticích[2]
- V roce 2018 postavil nové varhany v kostele sv. Prokopa, Chyšky, okres Písek[1]

## Články
- Aspetti tecnici nell'opera di Carlo Prati: tradizione ed evoluzione di un organo in simbiosi con diverse culture, práce na téma technických aspektů práce Carla Pratiho, Accademia di Smarano, Trento
- Sessantini, Gilberto: Fughe al convento. Il nuovo organo Giovanni Pradella 2004 dell'Abbazia di Viboldone (Milano). in: Arte Organaria e Organistica 13, 2006, Nr. 61, s. 22-27.
- Der Orgelbauer aus Sondrio in Alpen-Donau-Adria Magazin, 8. července 2007 Bayerischer Rundfunk
- Pro farnost Primolo v Sondriu provedl výzkum, o umělci Pietru Ligarim z Valtelliny